# Дом и гимназия при Коммерческом училище

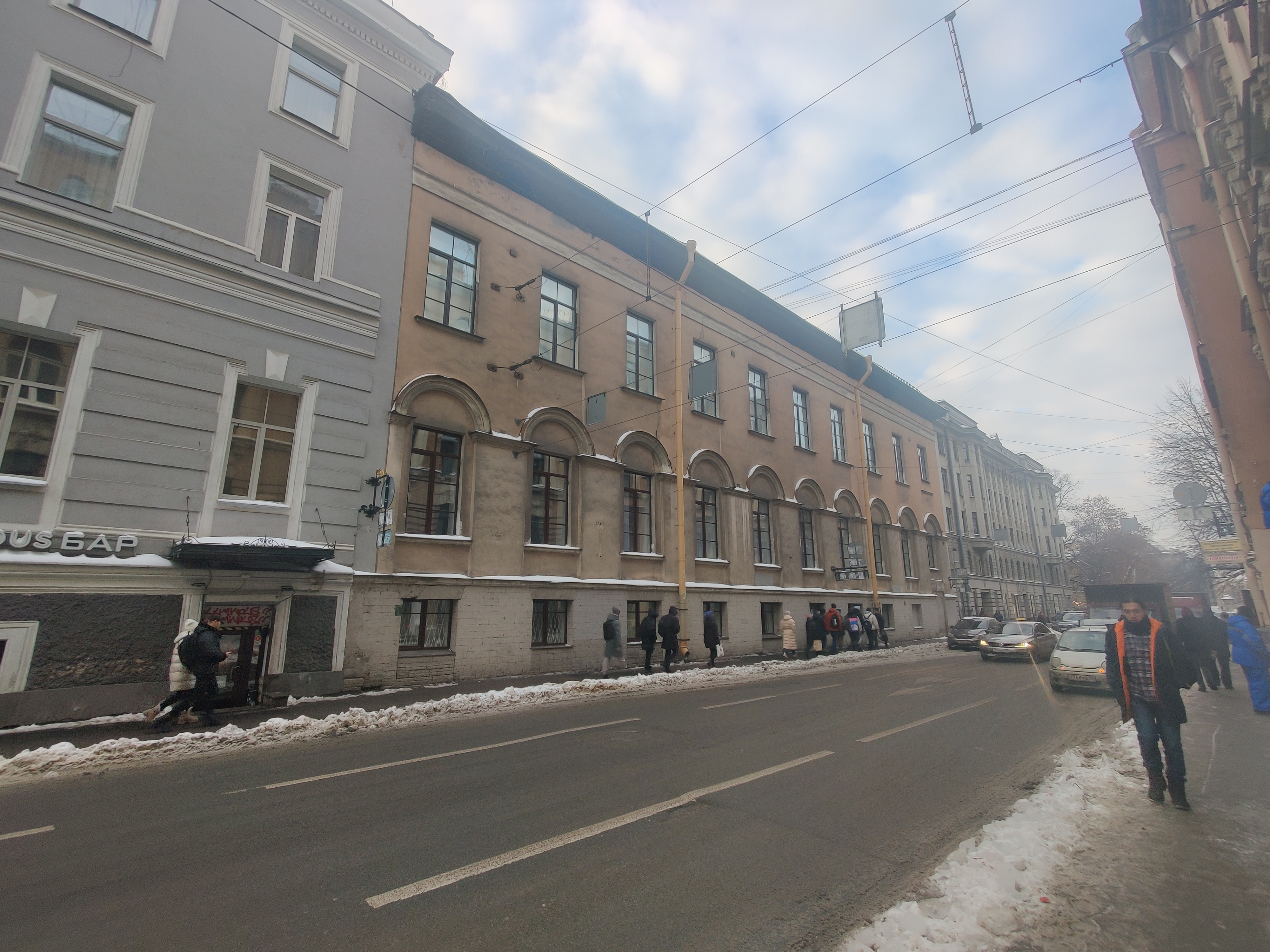
В центре кадра — один из корпусов здания

Дом и гимназия при Коммерческом училище — памятник архитектуры. Расположен в Санкт-Петербурге, современный адрес дома — улица Ломоносова, 11А, 13, Загородный проспект, 13.
В конце XVIII века владельцем участка был полковник Логинов. С 1800 года в классицистическом безордерном здании, построенном на участке, располагалось женское училище ордена Святой Екатерины, с 1801 года его заняло переехавшее из Москвы Императорское коммерческое училище.
В ротонде верхнего этажа здания была домовая церковь, и в 1804 году в ней случился пожар. По заказу Марии Фёдоровны в тот же день здание осмотрел Д. Кваренги, который предложил снять карнизы и обязался следить за ходом работ. 14 апреля 1804 года к работам был привлечён «каменный мастер Руско». Также за восстановлением после пожара следил П. Старов. Деревянную кровлю заменили на железную, фасады выкрасили в жёлтое и белое, мастер Штамер занимался росписью. На ремонт П. Г. Демидов пожертвовал 45 тысяч 510 рублей.
На средства Александра I во дворе в том же году был построен больничный корпус, в 1806 году был пристроен дом для бухгалтерии. В 1838 году по проекту П. С. Плавова был снесён флигель с квартирой директора, на его месте построили трёхэтажное здание с парадной лестницей со входом с современной улицы Ломоносова. Церковь из чердачного помещения перенесли в новый корпус (позднее — в новое здание училища).
К 1871 году для училища было построено новое здание. Флигель старого училища в 1871—1872 годах был перестроен для вновь созданной Мариинской женской гимназии (которой сдавался в аренду), в основном здание было перестроено для использования в качестве доходного дома. В 1872—1873 годах по проекту Ф. Л. Миллера был надстроен третий этаж над основным корпусом и четвёртый этаж — над дворовой частью. С фасада по Загородному проекту при перестройке были убраны филёнки над окнами второго этажа, с фриза была убрана надпись «Коммерческое училище», на профилированный карниз были добавлены дентикулы. Также Миллер надстроил на два этажа два дворовых флигеля, увеличив помещения гимназии. За эту работу П. Г. Ольденбургский представил Миллера к ордену Станислава 2-й степени, а работавшего у архитектора В. В. Шауба — к ордену Святой Анны 3-й степени.
В 1878—1881 годах Н. Ф. Беккер переделал третий и четвёртый этажи здания, в котором размещался пансион Бове и частные квартиры. В одной из квартир вдова инженера Карлович открыла библиотеку, арендатором подвала была торговая фирма «Масла и сыры купца Рябова», на первом этаже работала «Пирожная мастерская и лавка Петра Платонова». В конце 1880-х одним из арендаторов был В. В. Крестовский, среди гостей которого были В. С. Соловьёв, Г. П. Данилевский, В. И. Немирович-Данченко, А. Н. Майков и Л. Н. Майков.
Практически весь квартал на углу улицы Ломоносова и Загородного проспекта был занят зданиями Императорского коммерческого училища. Участок 9 по улице занимало новое здание училища, левую часть участка по Загородному проспекту занимал с 1902 года второй доходный дом училища, третий был построен в 1913—1915 годах.
В 1913—1914 годах флигель Мариинского училища был надстроен на этаж для классов, физического кабинета и гимнастического зала. В силу нехватки места в 1917 году обсуждались планы постройки нового здания, которые не были осуществлены из-за революции.